# Sierra Leone-i leone
A leone (Le) Sierra Leone hivatalos pénzneme 1964 óta. 2022. július 1-jén újraértékelték a leonét. 1 új leone 10.000 régi leonéval lett egyenlő. Az ISO kódja is változott ezzel SLL-ről SLE-re változott.

## Bankjegyek

### 2010-es sorozat
| Névérték     | Méret       | Szín                | Leírás                                               | Leírás                    | Dátumok           | Dátumok         | Dátumok          |
| Névérték     | Méret       | Szín                | Előoldal                                             | Hátoldal                  | nyomtatás         | kibocsátás      | visszavonás      |
| ------------ | ----------- | ------------------- | ---------------------------------------------------- | ------------------------- | ----------------- | --------------- | ---------------- |
| 1000 leone   | 160 x 74 mm | kék és narancssárga | Wallace Johnson, címer                               | Sierra Leone Bank épülete | 2010. április 27. | 2010. május 14. | 2022. június 30. |
| 2000 leone   | 160 x 74 mm | zöld                | Sengbe Pieh, tankerhajó, címer                       | Bumbuna-gát               | 2010. április 27. | 2010. május 14. | 2022. június 30. |
| 5 000 leone  | 160 x 74 mm | ibolya              | Sengbe Pieh                                          | Bumbuna-gát               | 2010. április 27. | 2010. május 14. | 2022. június 30. |
| 10 000 leone | 160 x 74 mm | kék és zöld         | békegalamb, Sierra Leone zászlaja, az ország térképe | címer, fa                 | 2010. április 27. | 2010. május 14. | 2022. június 30. |

### 2022-es sorozat
Az ország függetlenségének 60. évfordulóján újratervezik a bankjegyeket.
| Névérték | Méret       | Szín      | Leírás                              | Leírás                     | Dátumok   | Dátumok         | Dátumok     |
| Névérték | Méret       | Szín      | Előoldal                            | Hátoldal                   | nyomtatás | kibocsátás      | visszavonás |
| -------- | ----------- | --------- | ----------------------------------- | -------------------------- | --------- | --------------- | ----------- |
| 1 leone  | 120 x 62 mm | vörös     | faragványok, Bai Bureh              | távközlési parabolaantenna | 2022      | 2022. július 1. | forgalomban |
| 2 leone  |             |           |                                     |                            | 2022      | 2022. július 1. | forgalomban |
| 5 leone  | 128 x 65 mm | ibolya    | Old Fourah Bay College épülete      | Bumbuna-gát                | 2022      | 2022. július 1. | forgalomban |
| 10 leone | 135 x 68 mm | zöld, kék | békegalamb az ország térképe felett | fák, mezők                 | 2022      | 2022. július 1. | forgalomban |
| 20 leone | 138 x 70 mm | barna     | Constance Cummings-John             | 16 diák az iskolában       | 2022      | 2022. július 1. | forgalomban |

## Külső hivatkozások
- bankjegyek képei